# Kelebone Albert Maope
Kelebone Albert Maope (* 15. September 1945 in Ha Maope, Lekokoaneng, Distrikt Berea, Basutoland) ist ein Politiker aus Lesotho.

## Leben
Maope wurde im November 1986 Generalstaatsanwalt (Attorney General) während der Militärregierung von General Justin Metsing Lekhanya und behielt dieses Amt auch, nachdem er im Februar 1990 Minister wurde.
Im Mai 1993 wurde er zum Mitglied des Senats ernannt und dann im Juni 1993 zum Minister für Justiz, Menschenrechte, Gesetze und Verfassungsangelegenheiten in das Kabinett von Premierminister Ntsu Mokhehle berufen. Im Rahmen einer Kabinettsumbildung übernahm er im Juli 1995 das Amt des Außenministers im zweiten Kabinett Mokhehles.
Auf der jährlichen Parteikonferenz des Lesotho Congress for Democracy (LCD), der fast fünfzehn Jahre über die absolute Mehrheit in der Nationalversammlung verfügte, wurde Maope im Februar 1998 zum Vizevorsitzenden gewählt und damit zum Stellvertreter des neuen Parteivorsitzenden Bethuel Pakalitha Mosisili.
Bei den Parlamentswahlen 1998 wurde er als Kandidat des LCD zum Mitglied der Nationalversammlung gewählt und vertrat dort den Wahlkreis Seqonoka.
Nachdem Mosisili am 29. Mai 1998 als Nachfolger Mokhehles auch Premierminister wurde, wurde Maope in dessen Kabinett Vize-Premierminister sowie Minister für Landwirtschaft, Kooperativen und Landgewinnung. Im Rahmen einer Kabinettsumbildung im Juli 1999 behielt er das Amt des Vize-Premierministers, übernahm aber stattdessen das Amt des Ministers für Finanzen und Entwicklungsplanung.
Bei einer weiteren Regierungsumbildung im Juli 2001 behielt er nach wie vor das Amt des Vizepremierministers, wurde aber nunmehr von Premierminister Mosisili zum Minister für Justiz und Verfassungsangelegenheiten in dessen Kabinett berufen.
Im September 2001 trat er jedoch zurück, nachdem es zuvor zu einem Austausch von Beleidigungen zwischen ihm und Außenminister Tom Thabane gekommen war. Im Oktober 2001 gründete er mit dem Lesotho People’s Congress (LPC) eine neue Oppositionspartei und wurde für diese bei den Parlamentswahlen 2002 und 2007 wiederum zum Mitglied der Nationalversammlung gewählt, in der er auch weiterhin den Wahlkreis Seqonoka vertrat. Dabei war er 2002 der einzige Oppositionspolitiker, der einen Wahlkreis gewann. 
Bei den Parlamentswahlen in Lesotho 2012 erhielt der LPC nurmehr einen Sitz über das Verhältniswahlrecht.
Von 2013 bis 2019 fungierte Maope als Ständiger Vertreter seines Landes bei den Vereinten Nationen.